# Hélène Cadou
Hélène Cadou, née Hélène Laurent à Mesquer (Loire-Atlantique) le 4 juin 1922 et morte le 21 juin 2014 à Nantes, est une poétesse française.
Elle a écrit une importante œuvre poétique (prix Verlaine 1990). Elle est aussi connue comme épouse du poète René Guy Cadou à la mémoire de qui elle a consacré une grande part de sa vie.

## Biographie
Les parents d'Hélène Laurent sont instituteurs, comme ceux de René Guy Cadou, qu'ils connaissent.
Elle nait à Mesquer le 4 juin 1922 ; la famille s'installe à Pornichet en 1925, et à Nantes à partir de 1929. Elle fait ses études secondaires au lycée Gabriel-Guist'hau, puis poursuit des études de lettres et philosophie. La tuberculose, contractée dès 1938, perturbe ses études. Elle s'intéresse à la poésie, lit Brancardiers de l'aube de René Guy Cadou à leur parution en 1937, et participe en 1943 avec un petit groupe d'étudiants à l'édition d'un recueil, Sillages, sous la houlette de Julien Lanoë : elle y écrit sous le pseudonyme de Claire Jordanne. C'est en allant avec ce petit groupe d'amis rencontrer le jeune poète pour lui demander le parrainage du recueil qu'elle fait la connaissance de René Guy Cadou, le 17 juin 1943, sur le quai de la gare de Clisson. Dès le lendemain, une correspondance littéraire et amoureuse s'établit entre eux, rapidement suivie de nouvelles rencontres et de longues fiançailles. Elle passe quelques mois de l'hiver 1943-1944 à Bordeaux, où sa sœur Jeanne vient d'être nommée professeur de philosophie. René Guy Cadou vient la voir à la Toussaint : on trouve la trace de ces trois jours de ferveur amoureuse dans l'œuvre de Cadou (« Lormont », et « Rue du Sang » in La Vie rêvée). Ils se marient le 23 avril 1946, alors que René Guy est devenu à la rentrée 1945 instituteur titulaire à Louisfert, près de Châteaubriant. Ils vivent dans la maison d'école du village. L'été, ils font quelques voyages : à Paris chez Michel Manoll, à Orléans chez le peintre Roger Toulouse, à Saint-Benoît-sur-Loire sur la tombe de Max Jacob, dans le Puy de Dôme. Elle participe intensément à la vie d'amitiés et de correspondances poétiques de René Guy Cadou, notamment avec les amis de l'école de Rochefort : Yanette Delétang-Tardif, Michel Manoll, Jean Rousselot, Jean Bouhier, Luc Bérimont, Marcel Béalu, Lucien Becker, le peintre Pierre Penon, entre autres. Elle écrit peu durant cette période (« Trois poèmes d'Hélène », P.A.B. (Pierre-André Benoit) Alès, 1949, 49 ex. HC).
Après la mort de son époux, le 21 mars 1951, elle quitte Louisfert pour exercer le métier de bibliothécaire à Orléans jusqu'en 1987, où elle est accueillie par des amis de René Guy Cadou, notamment Roger Secrétain, directeur de La République du Centre qui vient d'être élu député et sera maire de 1959 à 1971, et le peintre Roger Toulouse dont elle reprend d'ailleurs l'atelier du quai Saint Laurent pour y résider de 1952 à 1954. Elle travaille d'abord avec Georges Bataille qui vient de prendre la direction de la bibliothèque, jusqu'à la mort de celui-ci en 1962, puis avec François Hauchecorne qui lui succède, et devient conservateur.
Elle développe à Orléans une activité culturelle intense, notamment en tant que présidente du Centre d'action culturelle d'Orléans et du Loiret, puis de la Maison de la culture (MCO - Carré Saint-Vincent) de 1967 à 1975. Elle collabore notamment pour ce projet avec Louis Guilloux. Elle est nommée chevalier dans l'ordre du Mérite en 1975, chevalier des Arts et des Lettres en 1982 et reçoit le Prix Verlaine en 1990.
Elle écrit à Orléans une grande partie de son œuvre poétique : ses deux premiers recueils paraissent chez Seghers en 1956 et 1958, mais c'est à partir de 1977 que paraît l'essentiel de son œuvre, chez Rougerie et chez Jacques Brémond : 23 recueils entre 1977 et 2003. Elle termine les études de philosophie qu'elle avait dû interrompre en 1944 pour des raisons de santé, et soutient pour sa maîtrise un mémoire intitulé « Méditation sur le thème de la mort dans “Poésie la vie entière” de René Guy Cadou ». Elle prend sa retraite en 1987, ce qui lui permet de consacrer beaucoup de temps, outre sa propre écriture, à la popularisation de l’œuvre de René Guy Cadou en intervenant dans de nombreux lieux à travers la France, souvent avec les chanteurs qui ont interprété la poésie de René (Martine Caplanne, Éric Hollande). Elle revient habiter Nantes en 1993, pour y créer avec l'aide de la Ville et dans des locaux prêtés par elle dans l'immeuble de la Médiathèque le « Centre René-Guy-Cadou ».

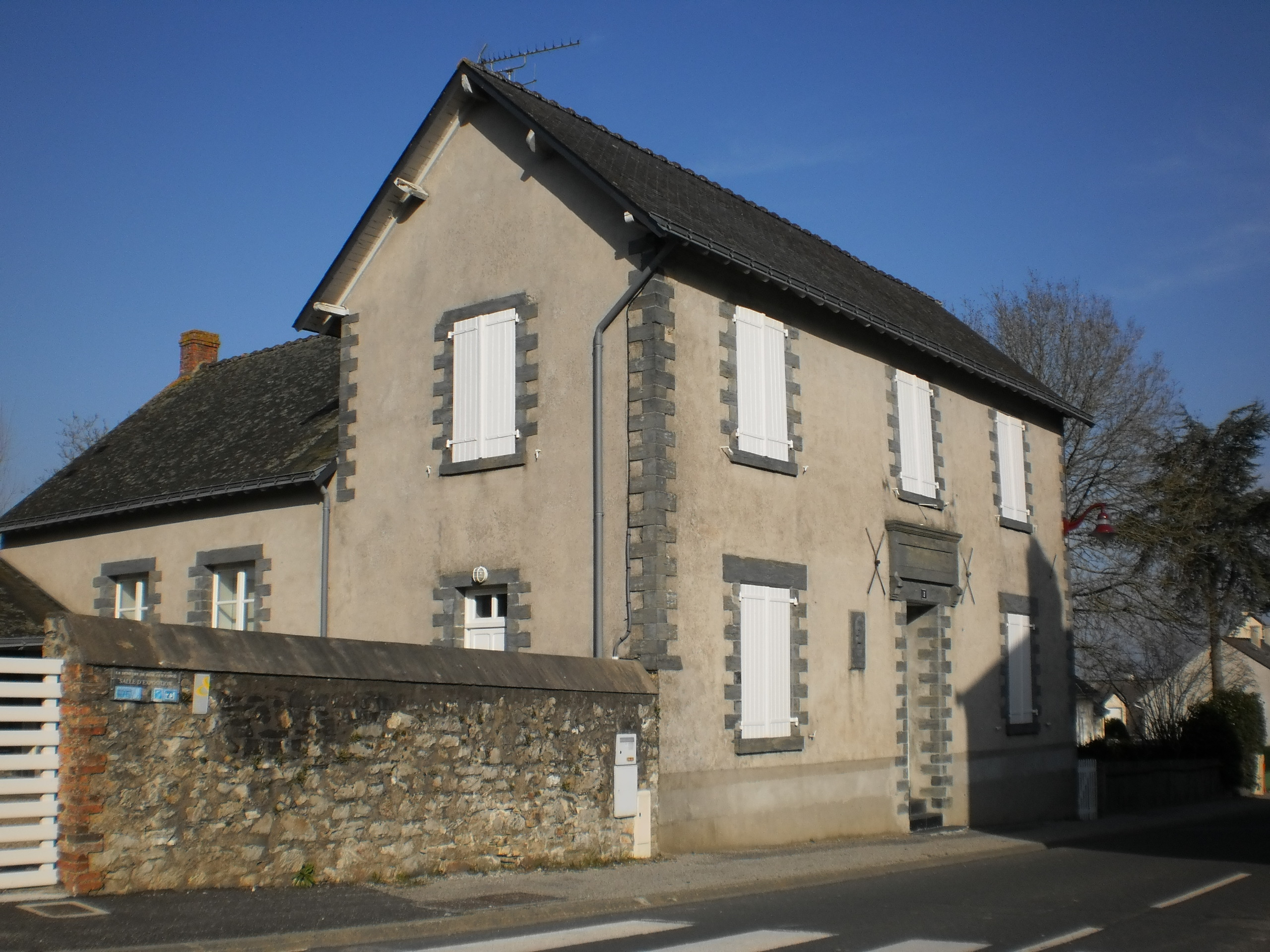
La Demeure René-Guy-Cadou à Louisfert.

Jusqu'en 2008, elle partage son temps, entre l'école de Louisfert, l'été, et Nantes, l'hiver. L'école de Louisfert est devenue « La Demeure René-Guy-Cadou », musée maison d'écrivain, pour laquelle elle avait entrepris des démarches auprès de la commune de Louisfert jusqu'à obtenir l'accord de la municipalité pour en faire un lieu de mémoire du poète ; elle en a été la conservatrice. La Demeure, propriété de la commune de Louisfert, est gérée par la communauté de communes du Castelbriantais et une association de gestion.En 2019, le lieu devient Demeure René Guy et Hélène Cadou, musée et lieu de résidence d'artistes et d'écrivains. À Nantes, le fonds René-Guy-Cadou est géré par la bibliothèque municipale de Nantes, intégré au fonds patrimonial. Hélène Cadou a fait don de l'ensemble des manuscrits et correspondances de René Guy Cadou à la ville de Nantes. Ses propres manuscrits y sont aussi déposés.
Elle meurt à 92 ans le 20 juin 2014. Elle est inhumée avec son époux, au cimetière de La Bouteillerie à Nantes.

## Publications
- Trois poèmes, P.A. Benoît, 1949
- Le bonheur du jour, Seghers, 1956
- Cantate des nuits intérieures, Seghers, 1958
- Les pèlerins chercheurs de trèfle, Rougerie, 1977
- Le jour donne le signal, Les Cahiers du Val Saint-Père, Caen, 1981
- En ce visage, l'avenir, J. Brémond, 1977 (réédition 1984)
- Miroirs sans mémoire, Rougerie, 1979
- "L'Innominéé", Jacques Brémond, 1980, accompagnés de sept encres originales de Jean-Jacques Morvan, réédité en 1983, chez le même éditeur
- Le jour donne le signal, Le Pavé, 1981
- Une ville pour le vent qui passe, Rougerie, 1981
- Longues pluies d'Occident, Rougerie, 1983

- Poèmes du temps retrouvé, Rougerie, 1985
- Demeures, Rougerie, 1989
- Mise à jour, Librairie Bleue, 1989
- L'instant du givre, R. Bonargent, Châteauroux, 1993
- Retour à l'été, Maison de Poésie / Éditions Serpenoise / Presses Universitaires de Nancy, 1993
- La mémoire de l'eau, Rougerie, 1993
- Le pays blanc d'Hélène Cadou, avec des photographies de Christian Renaut, Jean-Marie Pierre, 1996
- Le livre perdu, Rougerie, 1997
- C'était hier et c'est demain, préface de Philippe Delerm, Éditions du Rocher, 2000
- De la poussière et de la grâce, Rougerie, 2000
- Si nous allions vers les plages, Rougerie, 2003
- Une vie entière : René Guy Cadou, la mort, la poésie, éditions du Rocher, 2003
- Le Prince des lisières, Rougerie, 2007
- Blanc, c'est un pays, poèmes extraits du Prince des lisières, illustrations de Nathalie Fréour, éditions Siloë, Nantes, 2010
- Le Bonheur du jour, suivi de Cantate des nuits intérieures, réédition de ses premiers recueils, préface de Jean Rouaud. éditions Bruno Doucey, 2012[10]
- J'ai le soleil à vivre, inédits, éditions Bruno Doucey, 2022